# Batta község
Batta község (románul: Comuna Bata) község Arad megyében, Romániában. Központja Batta, beosztott falvai Bakamező, Bulcs, Cella.

## Népessége
A 2011-es népszámlálás adatai alapján a község népessége 1088 fő volt.